# 大後方
大後方是泛指交戰雙方戰線後方的非正式用语，簡單來说就是兩軍的基地。大后方作用为為前线提供軍需品、生活补给、較前線更高的醫療水準，及物资装备的制造、生产和研发等等。閃擊戰的基礎理論之一就是通过切斷敌军前線部队與大後方的聯繫與補給，削弱敌军的士气及战斗力。